# Supersypnoides fumosa
Supersypnoides fumosa är en fjärilsart som beskrevs av Butler 1877. Supersypnoides fumosa ingår i släktet Supersypnoides och familjen nattflyn. Inga underarter finns listade i Catalogue of Life.